# Burg Welda
Die Burg Welda ist eine abgegangene kleine Spornburg in der heutigen Gemarkung von Sontra im nordhessischen Werra-Meißner-Kreis.

## Geographische Lage
Sie befand sich etwa 2 km südöstlich von Sontra auf 329 m Höhe über NHN in einem Seitental unweit westlich der Kreisstraße K 28 bzw. südlich oberhalb des um 1990 abgebrochenen Gutshauses Welda. Vermutlich stand sie auf einem nach Norden ausgerichteten leichten Geländesporn über einer Wegegabelung. Eine Senke im Gelände könnte der Rest eines Halsgrabens sein.

## Geschichte
Wann die Höhenburg erbaut wurde, ist nicht bekannt; ebenso unbekannt sind Zeitpunkt und Umstände ihrer Zerstörung oder ihres Verfalls. Erbauer und Besitzer waren vermutlich die niederadligen Herren von Welda; ob diese eine Nebenlinie des nahezu gleichzeitig ausgestorbenen westfälischen  Adelsgeschlechtes derer von Welda waren, ist nicht bekannt.  Als die Herren von Welda im Jahre 1477 in der männlichen Linie ausstarben, wurden sie von denen von Biedenfeld beerbt.
Das Gut Welda entstand vermutlich als Nachfolgesitz derer von Welda, als diese ihre kleine Burg verließen. Sie ist, bis auf minimale Reste, durch Abriss nach Brand eine ebenfalls nahezu völlig verschwundene Anlage.